# Сам удома
«Сам удо́ма» (англ. Home Alone) — сімейний фільм і різдвяна комедія 1990 року. Прем'єра відбулася в США 10 листопада 1990 року у кінотеатрах Чикаго, 25 грудня вийшов на телеканалі «FOX», в Україні — 31 грудня 1997 року на телеканалі «1+1» та 31 грудня 2005 року — на «Новому каналі». Фільм мав гучний успіх — за 29 тижнів прокату по всьому світі він зібрав 476,6 млн доларів, що є рекордом для фільмів цього жанру. 1991 року це було третє місце за касовими зборами серед усіх фільмів.
На пострадянському просторі фільм поширювався на «піратських» відеокасетах у перекладі Олексія Міхальова під назвою «Сам без нагляду» (рос. Один без присмотра) і «Вдома один» (рос. Дома один).
В Україні з 31 грудня 1997 по 31 грудня 2004 року і з 2 січня 2011 року традиційно транслюється щороку в період різдвяних та новорічних свят на каналах «1+1», «1+1 Україна» та «ТЕТ», а також транслювався на «Новому каналі» з 31 грудня 2005 по 31 грудня 2009 року.

## Сюжет
Велика родина Маккаллістерів з Чикаго вирушає на різдвяні канікули в Париж. Напередодні поїздки в будинку панує переполох, і ніхто не звертає уваги на наймолодшого члена родини — 8-річного Кевіна. У дім приходить переодягнений у поліцейського бандит Гаррі Лайм і намагається дізнатися, як обійти всі системи захисту, щоб потім пограбувати будинок під час відсутності господарів. Він з'ясовує, що будинок має автоматичний таймер, який у зазначений період вмикає всі різнокольорові гірлянди на зовнішній стіні будинку, тим самим імітуючи присутність у будинку людей.
Вечір перед поїздкою закінчується сваркою між Кевіном та його старшим братом Баззом, який з'їдає улюблену піцу Кевіна. На покарання Кевіна відправляють спати на третій поверх (який є мансардою). По дорозі Кевін у пориві гніву загадує бажання: ніколи більше не бачити родину, про що він каже своїй матері Кейт. Та відповідає йому, що якщо він скаже це ще раз, то воно здійсниться, що Кевін і робить. Вночі відбувається коротке замкнення проводів через гілку, що впала на них, внаслідок чого вимикаються всі будильники, і вранці Маккаллістери ледь не запізнюються на літак. Кевін, який залишився сам удома (він спав один, і в метушні його не розбудили), спочатку не розуміє, куди всі поділися, але потім пригадує своє вчорашнє бажання, думає, що воно збулося, і починає розважатися, роблячи те, що йому раніше забороняли. Тим часом у літаку батьки Кевіна згадують про нього. Зворотного шляху немає, а додзвонитися додому неможливо — в день від'їзду електрики відновили електрику, але телефонний зв'язок не працюватиме ще кілька днів. У Франції Кейт вирішує залишитися в аеропорту, щоб повернутися додому при першій нагоді, тоді як інші члени родини їдуть у квартиру Роба Маккаллістера. Тим часом Гаррі та його напарник Марв Мерчантс намагаються пробратися в будинок, але Кевін вмикає світло і відлякує їх.
Кевін помічає сусіда — літнього двірника Марлі, про якого в окрузі ходить безліч жахливих чуток. З переляку він тікає в будинок. Кейт у Парижі вдається додзвонитися до чиказького відділення поліції і вмовити їх відправити до них додому поліцейського. Але коли той приходить, то Кевін думає, що це Марлі або грабіжники і не реагує на дзвінки у двері. Наступного ранку Кевін іде до крамниці, щоб купити зубну щітку, але побачивши там Марлі, тікає, не заплативши. Тим часом Гаррі та Марв грабують будинок сусідів Маккаллістерів, куди за збігом обставин у ту мить дзвонить Пітер Маккаллістер, але він, потрапивши на автовідповідач, залишає дуже скупе повідомлення, з якого Гаррі та Марв розуміють, що в будинку, який вони хотіли пограбувати напередодні, нікого немає. Від'їжджаючи від будинку Мерфі на своєму фургоні, вони ледь не збивають Кевіна. Гаррі широко посміхається хлопцеві, і той раптово впізнає в ньому фіктивного поліцейського. Грабіжники помічають його реакцію і стежать за ним, але Кевін ховається біля церкви. Здогадуючись, що ввечері вони приїдуть до нього, Кевін розігрує у вітальні будинку цілу виставу за участю манекенів, завдяки чому грабіжники вирішують не входити в будинок. Тим часом у Парижі Кейт вдається домовитися з літньою парою, щоб полетіти замість них у Скрентон, де співчуває її горю керівник ансамблю Гас Полінскі, який погоджується підвезти її до Іллінойса. Кевін поступово починає шкодувати про своє бажання і починає готуватися до Різдва, солідно скуповуючись у місцевому супермаркеті і спилюючи ялинку. Гаррі та Марв стежать за ним і зрештою, розуміють, що він обдурив їх. Думаючи, що вони легко впораються з Кевіном, бандити вирішують завітати до нього. Кевін підслуховує їхню розмову.
Увечері він знаходить на вулиці місцевого Санта-Клауса, загадує бажання, щоб уся його родина повернулася додому, і йде в церкву, куди також приходить і двірник Марлі. Останній розповідає, що чутки про нього — це просто дурна вигадка. Кевін розуміє, що через стару сварку зі своїм сином Марлі так само самотній, як і він сам. Увечері Кевін розставляє по всьому будинку численні хитромудрі пастки, перетворюючи його на неприступну фортецю. Марв і Гаррі, зайшовши до будинку і постраждавши від влаштованих Кевіном хитрих пасток, ловлять хлопчика, але той примудряється втекти, попередньо викликавши поліцію в будинок Мерфі, куди він потім заманює бандитів.
У підсумку бандити ловлять Кевіна в цьому будинку, але їх оглушує лопатою Марлі. Бандитів заарештовує поліція. Він робить останні приготування до Різдва й лягає спати. Прокинувшись різдвяним ранком, він згадує про своє бажання і шукає батьків, але, не знайшовши їх, повертається у спальню. Через кілька хвилин Кейт входить до будинку, і Кевін біжить вниз та зустрічається з нею. Ще через кілька хвилин до будинку входять усі інші члени родини Маккаллістерів, які затрималися в Парижі. Кевін радісно зустрічає всіх, потім бачить у вікні Марлі, який помирився зі своєю родиною.

## У ролях
- Маколей Калкін — Кевін Маккаллістер, восьмирічний хлопчик, головний персонаж фільму
- Джо Пеші — Гаррі Лайм, бандит, що маскується під поліцейського
- Деніел Стерн — Марвін Мерчантс, напарник Гаррі
- Робертс Блоссом — двірник Марлі, літня людина, оточений безліччю недобрих чуток
- Джон Герд — Пітер Маккаллістер, батько Кевіна
- Кетрін О'Гара — Кейт Маккаллістер, мати Кевіна
- Девін Ретрей — Базз Маккаллістер, старший брат Кевіна, який постійно знущається з нього
- Джеррі Бамман — Френк Маккаллістер, брат Пітера й дядько Кевіна, над яким він постійно нерозумно жартує
- Кіран Калкін — Фуллер Маккаллістер, двоюрідний брат Кевіна, з яким Кевін відмовляється спати в одному ліжку
- Майкл К. Маронна — Джефф Маккаллістер
- Анджела Геталс — Лінні Маккаллістер
- Гілларі Вульф — Меган Маккаллістер
- Сента Мозес — Трейсі Маккаллістер
- Анна Слоткі — Брук Маккаллістер
- Крістін Мінтер — Гізер Маккаллістер
- Рей Толер — Роб Маккаллістер
- Джон Кенді — Гас Полінскі, керівник самодіяльного ансамблю, переконує Кейт у тому, що всі батьки коли-небудь роблять помилки
- Ларрі Генкін — офіцер Бальзак
- Ральф Фуді — Джонні — перший гангстер у фільмі
- Майкл Гвідо — Снейкс — другий гангстер у фільмі
- Білл Ервін — перший відвідувач аеропорту
- Биллі Берд — другий відвідувач аеропорту
- Джеррі Беккер — жандарм
- Гоуп Девіс — французька касирка квиткової каси
- Кен Гадсон Кемпбелл — Санта Клаус
- Марк Белцман — Стош
- Джим Ортліб — Герб

## Дубляж та закадрове озвучення
Існує дубляж від студії «Так Треба Продакшн» та два варіанти двоголосого закадрового озвучення фільму: студії «1+1» та телекомпанії «Новий канал».

### Український дубляж студії«Так Треба Продакшн»на замовлення«Sweet.tv»(2022)
Фільм дубльовано студією «Так Треба Продакшн» на замовлення національного онлайн-кінотеатру «Sweet.tv» у 2022 році.
Ролі дублювали:
- Володимир Терещук — Гаррі Лайм, поліцейський біля будинку, водій машини
- Дмитро Терещук — Марвін Мерчантс
- Євген Пашин — Марлі, Джонні
- Олесь Гімбаржевський — Пітер Маккаллістер, Снейкс
- Наталя Задніпровська — Кейт Маккалістер
- Сергій Ладесов — Френк Маккалістер, офіцер Бальзак
- Людмила Чиншева — Леслі Маккалістер
- Кирило Татарченко — Базз Маккалістер
- Христина Вижу — Меган та Лінні Маккалістери
- Олександр Шевчук — Гас Полінскі

### Українське двоголосе закадрове озвучення студії«1+1»(1997)
Українською мовою фільм озвучено студією «1+1» у 1997 році. У перекладі: Сам удома.
- Режисер: Станіслав Чернілевський
- Ролі озвучували: Олександр Завальський та Олена Узлюк[2]

### Українське двоголосе закадрове озвучення телекомпанії«Новий канал»(2005)
Українською мовою фільм озвучено телекомпанією «Новий канал» у 2005 році. У перекладі: Один вдома.
- Ролі озвучували: Михайло Жонін та Олена Узлюк

### Російський дубляж студії«Синхрон/Хлопушка»(1993)
- Режисер дубляжу: Людмила Логійко, Вадим Терентьєв

Ролі дублювали:
- Анастасія Гіренкова — Кевін Маккаллістер
- Віталій Дорошенко — Гаррі Лайм, Джонні
- Юрій Мисенков — Марвін Мерчантс
- Юрій Рудченко — Пітер Маккаллістер
- Валентина Гришокіна — Кейт Маккалістер
- Геннадій Болотов — Марлі
- Андрій Мороз — Базз Маккалістер
- Людмила Чиншева  — Меган Маккалістер
- Анатолій Пашнін — Джефф та Род Маккаллістери
- Володимир Шнипар — Снейкс, Електромонтер

## Історія створення
Концепція фільму зародилася у Джон Г'юза під час знімання його попереднього фільму «Дядечко Бак», в якому також грав Маколей Калкін. Ідея прийшла до Г'юза, коли знімали сцену, де герой Калкіна розмовляв через щілину поштової скриньки з незнайомою йому нянею.
Роблячи розкадрування фільму, Кріс Коламбус задумав три сцени, де Кевіну сниться сон про те, що його будинок оживає. У них фігурувала «Зла Піч» у підвалі, яка переслідувала Кевіна до сходів, а також декілька іграшкових щипців для розколювання горіхів. Проте, ці ідеї виявилися занадто дорогими в плані виробництва, і від них довелося відмовитися. В результаті залишили тільки піч, яка просто лякала Кевіна своїм видом.
Персонаж Джо Пеші — Гаррі Лайм — був названий на честь персонажа Орсона Веллса з фільму «Третя людина» (1949). Повні імена Гаррі і Марва залишилися лише в сценарії, у фільмі їхні прізвища не вимовляються жодного разу. Те, що прізвище Гаррі — Лайм, а Марвіна — Мерчантс, стало відомо завдяки новелізації фільму, яку випустив Тодд Стрейссер за місяць до прем'єри.
Старий Марлі (Робертс Блоссом) був відсутній в оригінальному сценарії.

### Кастинг
Попри те, що Джон Г'юз спочатку писав сценарій з розрахунком на Калкіна, Кріс Коламбус все одно провів кастинг на головну роль, бо хотів переконатися, що кращого, ніж Маколей, йому не знайти. Роберт де Ніро і Джон Ловітц відхилили пропозицію зіграти роль Гаррі.
Батько Маколея — Кіт Калкін — був обачливим ділком і всіляко намагався «вибити» з продюсерів «зайвий долар». Він придумав історію, що Маколей дуже прив'язаний до свого молодшого брата Кірана (що було неправдою). Врешті-решт, продюсери були вимушені узяти його на роль Фулера. Вже під час знімання батько зажадав для нього гонорар у розмірі 3000 доларів у день, що було у декілька разів більше за суму, обумовлену в договорі.
Джеффрі Уайзмен, що зіграв роль напрочуд цікавого сусіда Мітча Мерфі, теж проходив кастинг на роль Кевіна. Згодом він також проходив кастинг на головну роль у фільмі «Багатенький Річі», але роль знову відійшла Калкіну.
На роль Пітера Маккаллістера (Джон Герд) пробувалися: Мартін Шин, Майкл Дуглас, Ден Екройд, Том Скеррітт, Білл Мюррей, Джеймс Белуші, Чеві Чейз, Том Генкс, Шон Пенн, Рік Мораніс, Гаррісон Форд, Джон Траволта, Мел Гібсон, Сільвестер Сталлоне, Джек Ніколсон.
Коламбус вибрав Герда, тому що йому дуже сподобалася його робота у фільмі «Шлях Каттера» (1981). Сам Герд, проте, був не в захваті від зйомок, вважав фільм жахливим і змінив свою думку тільки на прем'єрі. Коли знімали сиквел «Сам удома 2», Герд запоров свій перший дубль тим, що прямо на знімальному майданчику вибачився перед Коламбусом. На роль Кейт Маккаллістер (Кетрін О'Гара) претендували: Сігурні Вівер, Даян Кітон, Голлі Гантер, Джоді Фостер, Гленн Клоуз, Джеймі Лі Кертіс, Керрі Фішер, Лінда Гамільтон, Гелен Гант, Анжеліка Г'юстон, Шерон Стоун, Мішель Пфайффер, Джессіка Ленг, Деріл Ганна, Дебра Вінгер, Ені Поттс, Стокард Ченнінг, Келлі МакГілліс, Лора Дерн.

### Знімання
Знімальний процес тривав з 14 лютого до 16 травня 1990 року. Найпершою була знята сцена, в якій Кевін намагається купити в магазині зубну щітку і стикається зі старим Марлі, а останньою — де Кевін пробирається по затопленому підвалу в будинку Мерфі. Гонорар Маколея Калкіна склав 100 тисяч доларів. Щоб він краще уживався в роль, Джо Пеші навмисно дистанціювався від хлопчика в перервах між зніманням і за можливості намагався залишатися в образі Гаррі в перервах між дублями.
Періодично Джо Пеші забував, що вони знімають сімейне кіно, і в пориві імпровізації вигукував нецензурну лайку у вигляді слова «Fuck» і його похідних. Тоді режисер Кріс Коламбус порадив йому вимовляти слово «Fridge». Це дуже добре можна розчути в сцені, де бандити намагаються проникнути у будинок з кухні і Кевін стріляє з рушниці в Гаррі нижче пояса. В той же час, коли Деніел Стерн просовує ногу в собачий прохід у кухонних дверях і упускає черевик, можна нечітко почути, як він вимовляє слово, співзвучне з «shit». До іншого випадку відноситься той момент, коли Кевін просить чоловіка в сірому костюмі Санта-Клауса повернути йому сім'ю замість подарунків. Вислухавши хлопчика і вручивши йому м'ятні цукерки «Tic Tac», чоловік сідає в машину і намагається на ній поїхати. Але цієї миті авто глухне і він вигукує «son of a bitch» (укр. «сучий син»), що у фільмі перекладено як «чорт» («трясця твоїй матері»).
Джон Кенді через щільний графік знімався у фільмі тільки один день. Усі епізоди з ним були зняті впродовж 23 годин безперервних зйомок. Уся історія про те, як він одного разу забув свого сина в похоронному залі, була імпровізацією актора, на яку його надихнув його персонаж з фільму «Літаком, потягом та автомобілем», режисером якого був Джон Г'юз.
Під час знімання траплялися казуси. Так у сцені, де Гаррі кусає Кевіна за палець (коли вони упіймали його в будинку Мерфі), Джо Пеші по-справжньому вкусив Маколея Калкіна і в того на пальці залишився шрам. У сцені з павуком на обличчі Деніела Стерна лежав справжній тарантул, через що, з чуток, актор тільки зображував німу гримасу жаху і крику абсолютно без звуку, оскільки гучний крик міг налякати павука, і наслідки виявилися б жахливі (ймовірно, знімання сцени пройшло вдало, з першого дубля, а крик Стерна був записаний при монтажі). 2015 року Стерн на своїй сторінці в Facebook повністю спростував це, заявивши, що насправді кричав під час зйомки.
Фільму «Янголи з брудними душами» (англ. Angels with Filthy Souls), який Кевін переглядає на відеомагнітофоні, не існує. Цей фрагмент був спеціально знятий для фільму, проте назва є відсиланням до фільму «Янголи з брудними обличчями» (1938) зі схожою тематикою. Портрет «подружки» Базза, який Кевін знаходить, порпаючись у його скрині, насправді зображував хлопчика, загримованого під дівчинку, оскільки Кріс Коламбус визнав занадто жорстоким висміювати так подібних дівчаток — хлопчик на фото був сином художника-постановника фільму.
Монтажер фільму Раджа Госнел озвучив хазяїна будинку Мерфі на автовідповідачі, який вмикається, коли Гаррі і Марв грабують будинок. Згодом Госнел виступив режисером третьої частини — «Сам удома 3». Сандра Макат, яка зіграла «Ельфа», у продовжені «Сам удома 2: Загублений у Нью-Йорку» зіграла стюардесу, в яку Кевін врізається, коли біжить за чоловіком, схожим на його батька.
Кріс Коламбус зняв у деяких сценах членів своєї сім'ї. Так, його дружина Моніка Деверо-Коламбус зіграла стюардесу, яка повідомляє Кейт, що їхній домашній телефон не відповідає. Його тесть Кларк Деверо зіграв поліцейського, який по рації просить, щоб Маккаллістери знову перерахували своїх дітей. У фільмі можна побачити тещу Коламбуса разом з його маленькою дочкою Елеанор — камера проїжджає повз них в авіасалоні, коли туди входять старші Маккаллістери.

#### Місця знімання

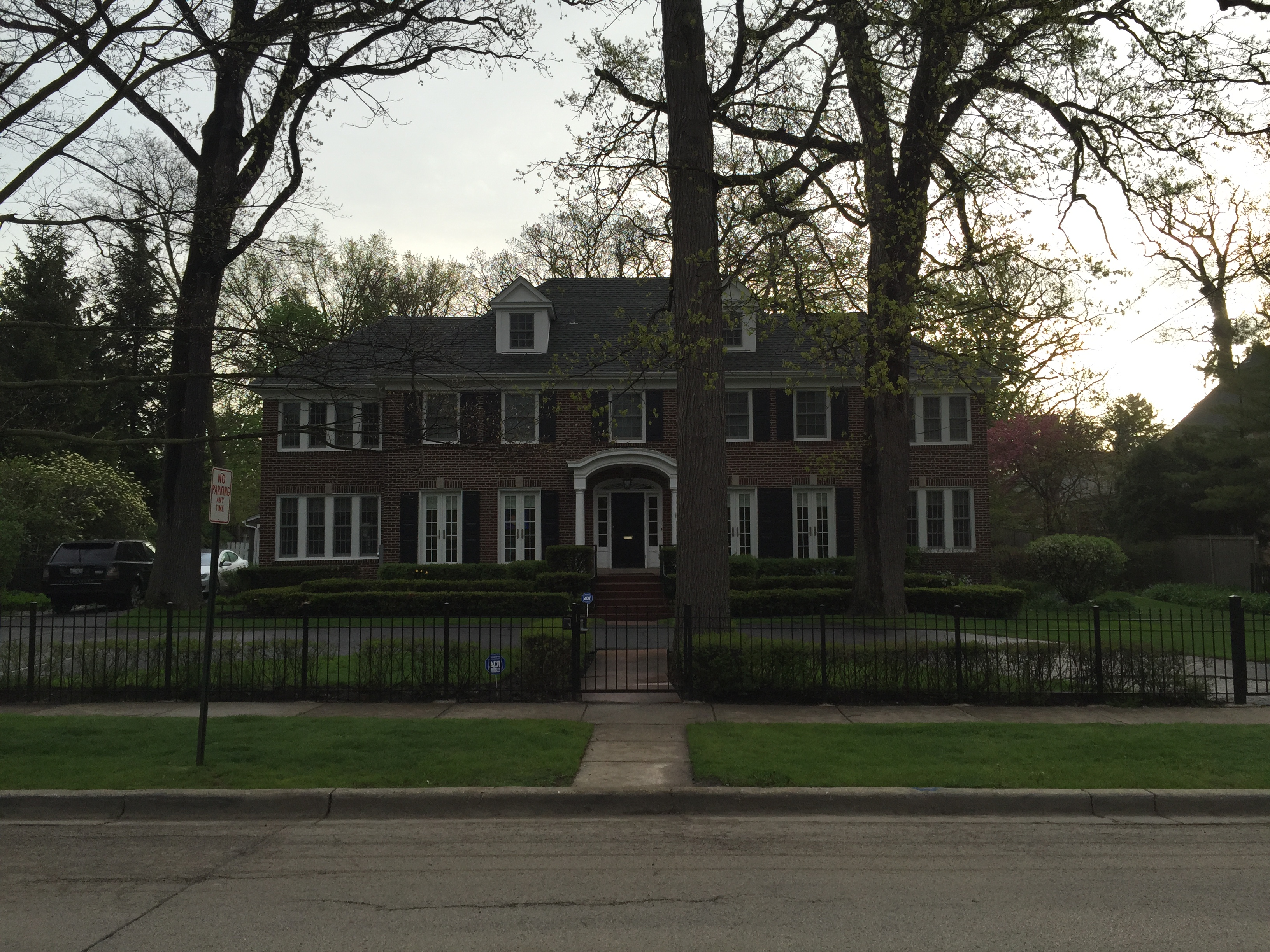
Будинок з фільму в селищі Віннетка (штат Іллінойс, 2015 рік).

Окрім декількох панорамних видів Парижу фільм цілком знімався у штаті Іллінойс.
«Будинок Маккаллістерів» знаходиться за адресою Лінкольн-авеню, 671 у селищі Віннетка в Чикаго. У фільмі були зняті кухня, парадний хол з головними сходами, підвал і велика частина другого поверху, тоді як їдальня і нижні кімнати були побудовані в павільйоні. Будинок був побудований в 1920-х роках і на час знімання належав сім'ї, яка купила його 15 грудня 1988 року і в період знімання продовжувала в ньому жити. Будинок був внесений у туристичний список пам'яток штату Ілінойс. «Будиночок на дереві» був знятий на задньому дворі цього будинку. Він був побудований спеціально для фільму і після знімання демонтований. На тій же Лінкольн-авеню, але під номером 656, знаходиться «будинок Мітча Мерфі».
Церква, в якій Кевін зустрічається зі старим Марлі, була знята в подвійному варіанті: зовні — це церква Грейс-Епіскопал на 924 Лейк-Стріт в Оак-парк в Ілінойсі, а всередині — школа Хівен-Мідел на 2417 Прейрі-авеню в Іванстоні. Аеропорт, з якого вилітають Маккаллістери, — Міжнародний аеропорт імені Едварда О'Гари. Причому, коли Маккаллістери прибувають в Париж, вони мчать по коридору, який насправді є підземним переходом, що сполучає термінали О'Гари. Сцена, де Кевін пробирається через затоплений підвал у будинку Мерфі, була знята в декорації, встановленій у басейні Старшої Школи Нью-трієр.

#### Спецефекти
Спецефект зі «Злою Піччю» був створений за допомогою звичайних ліхтариків і риболовецької волосіні. Офіційна емблема фільму — Кевін, який з криком притискає руки до обличчя, — була ґрунтована на картині Едварда Мунка «Крик».

## Прийом

### Касові збори
Фільм «Сам удома» зібрав 285,8 мільйона доларів у США та Канаді та 190,9 мільйона доларів в інших країнах, що в сумі становило 476,7 мільйона доларів у світовому прокаті, при виробничому бюджеті всього 18 мільйонів доларів. У прем'єрний вікенд фільм заробив 17 мільйонів доларів з 1 202 кінотеатрів, при цьому середній збір на одну локацію склав 14 211 доларів, що становило лише 6% від кінцевого загального збору. Протягом наступних шести тижнів кількість кінотеатрів, де показували стрічку, поступово зростала і досягла піку на восьмому тижні показів, коли «Сам удома» транслювали в 2 174 кінотеатрах на початку січня 1991 року.
«Сам удома» утримував перше місце в американському бокс-офісі протягом 12 тижнів поспіль — з прем'єрного вікенду 16-18 листопада 1990 року аж до вихідних 1-3 лютого 1991 року. Першість було втрачено лише з виходом фільму «Сплячий з ворогом», який стартував із 13 мільйонами доларів. Проте «Сам удома» залишався в топ-10 бокс-офісу аж до вихідних 26 квітня, навіть після великоднього періоду, і пізніше ще двічі повертався в топ-10: 31 травня – 2 червня та 14–16 червня. Після більш ніж дев'яти місяців у прокаті фільм заробив у 16 разів більше, ніж за прем'єрний вікенд, завершивши показ із загальним збором у 285 761 243 долари, ставши найкасовішим фільмом 1990 року в Північній Америці.
«Сам удома» занесено до Книги рекордів Гіннеса як найбільш касову комедію з живими акторами, і він утримував цей титул аж до 2011 року, коли його перевершив «Похмілля 2: Із Вегаса до Бангкока». До моменту завершення прокату «Сам удома» став третім найкасовішим фільмом усіх часів у світовому масштабі, а також у США та Канаді, поступаючись лише «Зоряним війнам» (322 мільйони доларів) та «Іншопланетянину» (399 мільйонів доларів). Згідно з оцінками Box Office Mojo, стрічку переглянули понад 67,7 мільйона глядачів у США. Також «Сам удома» залишався найкасовішим різдвяним фільмом аж до 2018 року, коли його перевершила стрічка «Грінч» за мотивами історії доктора Сьюза.
Завдяки цьому фільму актор Маколей Калкін став зіркою світового масштабу, що вплинуло на його подальшу кар'єру і закріпило за ним статус одного з найвідоміших дітей-акторів Голлівуду.

### Рецензії критиків
На агрегаторі рецензій Rotten Tomatoes фільм «Сам удома» має рейтинг схвалення 66% на основі 116 оглядів із середньою оцінкою 5,9 з 10. У підсумку на сайті зазначено: «Нерівномірна, але часто смішна історія, яку розтягують занадто тонко, підкріплена чарівною грою Маколея Калкіна та потужною підтримкою акторів другого плану». На Metacritic фільм має середній бал 63 із 100 на основі дев'яти оглядів, що свідчить про «загалом схвальні відгуки». Глядачі, опитані CinemaScore, оцінили фільм на «А» за шкалою від A+ до F.
Журнал Variety високо оцінив акторський склад фільму, а Джин Купер із The Washington Post похвалила його за комедійний підхід. Гел Хінсон, також із The Washington Post, відзначив режисуру Кріса Коламбуса та гру Калкіна. Керін Джеймс із The New York Times зазначила, що перша половина фільму є «нудною і передбачуваною», однак високо оцінила другу половину за її комедійні сцени. Вона також відзначила сцени діалогів між Кевіном та Марлі й фінальні сцени фільму. Рецензент Роджер Еберт дав фільму 2,5 з 4 зірок, критикуючи його малоймовірний сюжет, проте відзначивши гру Калкіна як позитивну сторону фільму.
Оуен Ґлейберман з Entertainment Weekly оцінив фільм на "D", розкритикувавши його за жорстоке ставлення до дорослих персонажів. Водночас Пітер Бредшоу з The Guardian поставив фільму три з п’яти зірок, високо оцінивши «яскраву екранну присутність» Калкіна. Алі Барклай з BBC зазначив, що Калкін вдало балансує між «дратівливістю та привабливістю», а також назвав «Сам удома» фільмом, що «втілює найкращі риси різдвяного настрою».
Рецензентка Наомі Барнвелл з Roobla сказала, що «Сам удома» має всі складові чудового дитячого фільму, а Едріан Тернер з «Radio Times» коментував: «[Сам удома] святкує винахідливість, яка захоплює серце та пустотливість кожної дитини». За версією TV Guide, «комедія „Сам удома“ не завжди вдається, але біль залишається». Маріель Саббаг з Vocal зазначила: «Усе у фільмі [Сам удома] чудово та виглядає реалістично». Рецензент Пітер Райнер з Los Angeles Times вважав, що фільм виглядає краще у трейлері, ніж у повнометражному варіанті.
З часом «Сам удома» став класикою різдвяного кінематографа. Глядачі відзначають його цитати, мораль, винахідливі пастки та головного героя. Ханна-Роуз Йі з Stylist високо оцінила фінал фільму та музику Джона Вільямса, назвавши її «фантастичною». Крістофер Хутон із The Independent похвалив фільм за вигаданий фільм «Ангели з брудними душами», назвавши його «цікавою частиною історії кінематографа». Метт Талбот з Simcoe.com зазначив, що сцени з бандитами залишаються «фантастичними» і ніколи «не старіють» при повторних переглядах. Майкл Волш із Nerdist зазначив, що сцена в церкві є «однією з найкращих і найбільш зворушливих сцен у фільмі».
Фільм «Сам удома» став дуже популярним у Польщі, де його показують на каналі Polsat щороку в переддень Різдва. У 2010 році, коли Polsat вирішив не транслювати фільм, понад 90 тисяч людей протестували на Facebook. У 2016 році понад 4,44 мільйона поляків дивилися «Сам удома» на Polsat. Відтоді трейлери до фільму в Польщі навіть містять слоган: «Різдво без нього? Це просто неможливо!». Фільм також популярний у Румунії, де його показують на каналі Pro TV з 1995 року, а у 2014 році понад 2,7 мільйона румунів переглянули фільм.
Оператор фільму Джуліо Макат зазначив, що «Сам удома» — це його улюблений проєкт серед усіх, над якими він працював. Фільм також був одним із найулюбленіших у колишнього президента США Джеральда Форда.

### Звинувачення у плагіаті
Фільм жахів і трилер «3615 код Père Noël», який був знятий у Франції в 1989 році, розповідає про молодого хлопчика, який залишився вдома наодинці зі своїм дідусем і змушений відбивати нападника, одягненого в костюм Санта-Клауса. Цей фільм отримав увагу завдяки подібності сюжету з американською комедією «Сам удома».
Режисер «3615 код Père Noël», Рене Манзор, стверджував, що «Сам удома» є плагіатом його роботи, і навіть погрожував продюсерам фільму юридичними заходами, звинувачуючи їх у тому, що американський фільм є римейком його стрічки. Незважаючи на це, «3615 код Père Noël» не був випущений у США під час свого первісного театрального прокату в січні 1990 року. Фільм став доступним для глядачів США лише в 2018 році, коли його почали транслювати на різних платформах.
Обидва фільми демонструють теми сімейних цінностей, смішних ситуацій і протистояння непередбачуваним загрозам, що допомогло «Сам удома» стати культовим класиком. Фільм з Маколеєм Калкіним зарекомендував себе як один з найуспішніших різдвяних фільмів, тоді як «3615 код Père Noël» залишається маловідомим у світовій кінематографії, хоча і має своїх шанувальників у Франції.

## Кіноляпи
- Основна зав'язка фільму побудована на тому, що вночі від пориву вітру гілка дерева обламується й падає на проведену до будинку лінію електромережі, внаслідок чого в домі зникає електрика, а разом із нею й телефонний зв'язок, який тоді вже не залежав від електролічильника.
- Через різницю годинних поясів Американські авіалінії ніколи не влаштовують ранкові рейси на кшталт «Чикаго — Париж». Тим більше, в середині польоту ми бачимо, що в ілюмінаторі темно, а при виході з літака знову денне світло. Отже, Маккаллістери летіли до Парижа не менше доби.
- Прибувши до Парижа, Кейт кидається телефонувати в поліцію з найближчого телефонного автомата. Тут ми ясно чуємо, як на тому кінці дроту оператор просить вставити монети. Проте телефонні автомати Франції в 1990-х вимагали не монети, а телефонні картки.
- Кевін закриває вхідні двері в будинок на замок. Пізніше Кевін вільно відкриває двері, коли вибігає, щоб подивитися на машини в гаражі.
- Кевін замовляє собі піцу й телефонує в поліцію з роз'єднаного телефона.
- Кевін, з'їхавши на санях зі сходів, не міг потрапити у дверний проріз. Коли він тільки вирівнює санки на верхньому майданчику, вже видно, що їхній шлях по прямій впирається або в стіну, або в одвірок.
- Серед покупок Кевіна в магазині можна побачити очищувач для білизни «Tide». Після цього Кевін іде додому, а по дорозі пакети рвуться від ваги. Серед продуктів, що випали, не видно ніякого «Tide».
- Кевін, який біжить із церкви додому, змінює в дорозі штани на джинси й навпаки.
- Коли Марв падає слизькими сходинками вниз до дверей у підвал, він намагається встати, ломом чіпляється за двері, та коли він знову падає, то лом уже не біля вікна, що вмонтоване у двері, а на одну секцію нижче.
- Праска, що звалилася на Марва, вдаряє його мало не по макітрі, та слід від неї видно по всьому обличчі нижче місця удару.
- Коли Марв біжить босоніж по снігу, в декількох кадрах видно його в рожевих черевиках.
- Паяльна лампа підпалює голову Гаррі й потрапляє одночасно на двері, та пізніше там жодного сліду не залишається.
- Макарони з сиром, приготовані в мікрохвильовій печі, згодом (коли Гаррі зайшов до кімнати, а йому в обличчя дунули пір'ям) перетворилися на трисекційну тарілку з різними інгредієнтами.
- Аж до тієї сцени, де Марв намагається вбити павука на грудях Гаррі, можна побачити, що останній носить обручку, яка після цієї сцени чомусь зникає.
- Коли Кевін ковзає по мотузці до будиночка на дереві все ж можна помітити, що на загальних планах знятий не Кевін, а дублер.
- Коли Кевін перерізає мотузку, якою лізуть Гаррі та Марвін, то видно, що вона досить слабо натягнута і до того ж сильно бовтається, хоча під вагою двох дорослих людей вона повинна була бути натягнута як струна.
- Коли Кевін у фіналі набирає 911, йому на тому кінці відповідають «Pacific Bell» (Тихоокеанський дзвінок), який в Чикаго ніколи не був доступним.
- Кевін в одній зі своїх пасток, наливши води на сходинки, заморозив їх. Але коли Кевін в кінці фільму тікає в сусідній будинок, то видно, що на асфальті не лід, а прості калюжі. При цьому з рота головних героїв не виходить пара.
- Коли у фіналі поліція приїжджає і заарештовує грабіжників, Гаррі та Марв із незрозумілої причини мовчать про Кевіна.

## Видалені сцени
- Дядько Френк жорстко жартує над Кевіном, знімаючи з нього штани.
- Після того, як Кевін, Базз і Род ховаються від старого Марлі за фіранками, Базз погрозами проганяє Кевіна з його кімнати.
- Декілька додаткових реплік у Гаррі в сцені, де він в образі поліцейського звертається до Фуллера й Брук.
- Постачальник піци, дізнавшись у Гаррі, що не він власник цього будинку, звертається з цим же питанням до Фуллера й Брук.
- Після того, як дядько Френк забирає піцу в постачальника, Гаррі зупиняє тітку Леслі, запитуючи, чи не вона місіс Маккаллістер.
- Коли Пітер пояснює Гаррі про систему безпеки, постачальник піци нагадує про те, що йому так і не заплатили.
- Після того, як Базз відводить батька на кухню, Гаррі, невдоволений тим, що перервали їх розмову, висловлює свої претензії постачальникові піци, саркастично запитуючи хлопця, чи живе він у цьому будинку.
- Кевін, обстежуючи будинок ранком першого дня, нарешті, кричить, що він голодний і заглядає в холодильник. Він здивований тим, що вся їжа в нім не торкана.
- Невеликий монолог Кевіна в сцені, де він стріляє з рушниці Базза по іграшкових фігурках.
- Кевін, після того, як він з'їхав по сходах на санчатах, бачить на їх вулиці Марлі, тому втікає в будинок.
- Роб Маккаллістер і його сім'я готуються зустріти своїх американських родичів в аеропорту Парижу й розгортають вітальний плакат, але американські Маккаллістери проносяться крізь нього.
- Кевін, роблячи покупки в магазині, звертається з питанням до однієї з покупців.
- Діалог Гаррі й Марва, коли вони їдуть у своєму фургоні: Гаррі пояснює Марву, чому він ненавидить Різдво.
- Декілька додаткових кадрів і розширені діалоги в сцені, де Маккаллістери проводять дозвілля у квартирі їх паризьких родичів.
- Дві альтернативні сцени, де Гаррі і Марв, втративши слід Кевіна в церкві, обговорюють свої подальші дії, оскільки Гаррі стурбований дивною реакцією Кевіна на його посмішку (тому що Кевін побачив у Гаррі золотий зуб, який він бачив, коли Гаррі приходив до них в одязі поліцейського):
  - У першому варіанті Марв намагається підбадьорити Гаррі, розповідаючи про багатства тих будинків, які вони ще не встигли пограбувати.
  - У другому варіанті він поїть Гаррі власноручно звареною кавою, яка здається Гаррі дуже міцною. Марв, теж спробувавши її, визнає це.
- Кевін готується до сну, чистячи зуби тією самою зубною щіткою, яку він вкрав, потім залізає на батьківське ліжко, вмикає телевізор і дивиться шоу Джонні Карсона. Тим часом у Парижі його батько, брати й сестри (крім Базза, який хропе) мовчки лежать у ліжках, не в змозі заснути, оскільки потай хвилюються за Кевіна. Це упереджає невирізану сцену, де Кевін, дивлячись на їх сімейну фотографію, розкаюється у своїй поведінці.
- Альтернативний варіант діалогу Кевіна з касиркою: касирка кличе керівника, який, стоячи поряд із нею, задає Кевіну всі питання з театральної версії.
- У паризькій квартирі вночі в Лінні Маккаллістер відбувається з Пітером діалог, у якому обоє приходять до висновку, що Різдво без Кейт і Кевіна буде для них нестерпним. Ця сцена побічно пояснювала, чому у фіналі вся сім'я Маккаллістерів повернулась у Чикаго, а не залишилася в Парижі.

## Нагороди
В 1991 році фільм отримав 2 номінації премії Оскар: «Найкраща музика до фільму» та «Найкраща пісня до фільму» (трек Somewhere In My Memory), але не отримав статуеток. Трек Somewhere In My Memory також був номінований на «Найкраща пісня, написана для кіно, телебачення або іншого візуального подання» премії Греммі, але також не переміг в даній номінації. За роль Кевіна Маколей Калкін також отримав номінацію «Найкраща чоловіча роль (комедія або мюзикл)» премії Золотий Глобус.

## Продовження
Комерційний успіх кінопрокату фільму дав у 1992 році зелене світло сиквелу «Сам удома 2: Загублений у Нью-Йорку», що продовжує історію Кевіна й використовує той же акторський склад, але його кінопрокат виявився трохи менш успішним.
У 1997 році вийшов «Сам удома 3», який, попри назву, не пов'язаний із двома першими фільмами й запозичує з них тільки ідею з будинком, повним пасток. Він не здобув значної популярності, тому в кінофраншизі «Сам удома» став останнім фільмом, який вийшов у широкий прокат.
У 2002 році вийшов телефільм «Сам удома 4», який знову використав Кевіна Маккаллістера й персонажів з перших двох фільмів, але акторський склад був цілком іншим. Планувалося, що він стане початком цілого телесеріалу, та глядацький рейтинг фільму виявився настільки низьким, що плани щодо серіалу були згорнуті.
У 2012 вийшла п'ята частина «Сам удома 5: Святкове пограбування», яка, як і третя, використовує самостійний сюжет, нічим не пов'язаний із першими двома фільмами.
Фільм «Виснажені походом» замислювався як спін-офф про пригоди Гаррі, але потім трансформувався в самостійний фільм, хоч і з Деніелом Стерном у головній ролі.

## Вихід на VHS\DVD та Blu-ray (HD)
На VHS у США фільм уперше випустила 22 серпня 1991 року відеокомпанія «Fox Video». 5 жовтня 1999 року (за іншими джерелами — 2000 року) фільм уперше вийшов на DVD (що супроводжувалося перевиданням фільму на відео у грудні 2000 року). 2006 року вийшло спеціальне видання фільму на DVD, яке включало:
- аудіокоментарі;
- документальні фільми;
- інтерв'ю з акторами;
- вирізані й альтернативні сцени;
- браковані дублі.

У грудні 2010 року це видання повністю перевипустили у HD-якості на Blu-ray.

## Новелізація
У листопаді 1990 року вийшла книга, написана Тоддом Стрейссером. Книга розкриває деякі деталі: прізвище Гаррі — Лайм, а Марвіна — Мерченс; Пітер Маккаллістер є успішним бізнесменом (що пояснювало, чому їхня сім'я така багата); Кейт працює дизайнером-модельєром одягу (і саме тому в підвалі їх будинку можна побачити манекени, яких Кевін використовує для фальсифікації вечірки); павука Базза звуть Аксель. Окрім цього, новелізація використала й вирізані при монтажі сцени, які супроводжувалися фотографіями. У деяких деталях книга дещо розходилася з фільмом: Кевіну в ній не вісім років, а сім, і дія відбувається не у Віннетці, а в Оак-Парку.

## Цікаві факти
Коли герой Маколея Калкіна приходить до церкви, там звучить відома українська пісня «Щедрик» англійською мовою, відома на заході як «Carol of the Bells» — «колядка дзвонів», найпопулярніша різдвяна пісня в Північній Америці.

## Саундтрек
| Список треків | Список треків                                    | Список треків      | Список треків |
| #             | Назва                                            | Автори / Виконавці | Тривалість    |
| ------------- | ------------------------------------------------ | ------------------ | ------------- |
| 1.            | «Home Alone Main Title (Somewhere In My Memory)» |                    | 4:53          |
| 2.            | «Holiday Flight»                                 |                    | 0:58          |
| 3.            | «The House»                                      |                    | 2:27          |
| 4.            | «Star of Bethlehem»                              |                    | 2:51          |
| 5.            | «Man of the House»                               |                    | 4:32          |
| 6.            | «White Christmas»                                | The Drifters       | 2:40          |
| 7.            | «Scammed by a Kindergartner»                     |                    | 3:55          |
| 8.            | «Please Come Home For Christmas»                 | Southside Johnny   | 2:40          |
| 9.            | «Follow That Kid!»                               |                    | 2:01          |
| 10.           | «Making the Plane»                               |                    | 0:52          |
| 11.           | «O Holy Night»                                   |                    | 2:47          |
| 12.           | «Carol of the Bells»                             |                    | 1:25          |
| 13.           | «Star of Bethlehem»                              |                    | 2:58          |
| 14.           | «Setting the Trap»                               |                    | 2:16          |
| 15.           | «Somewhere In My Memory»                         |                    | 1:04          |
| 16.           | «The Attack on the House»                        |                    | 6:53          |
| 17.           | «Mom Returns and Finale»                         |                    | 4:19          |
| 18.           | «Have Yourself a Merry Little Christmas»         | Mel Torme          | 3:04          |
| 19.           | «We Wish You a Merry Christmas/End Title»        |                    | 4:15          |
| 56:50         |                                                  |                    |               |